# Celatoblatta papuae
Celatoblatta papuae es una especie de cucaracha terrestre 
del género Celatoblatta, tribu Celatoblattini, subfamilia Polyzosteriinae. Fue descrita científicamente por Shaw en 1925.

## Distribución
Se distribuye por Oceanía: Islas Salomón y Nueva Guinea.